# Dahín
El dahīn (دهين) es un postre popular en Irak. Es famosa en la ciudad de Najaf ya que esta ciudad es considerada como su origen.

## Origen
El dahín ('aceitoso' en árabe) es un dulce tradicional iraquí originario de Najaf, donde generalmente se vende en los mercados callejeros. Tiene una textura similar al dulce de azúcar y consiste en harina, leche, azúcar, mantequilla clarificada y jarabe de dátiles. Antes de servir, dahín tradicionalmente se espolvorea con coco desecado. El postre lleva el nombre de la mantequilla clarificada utilizada en su preparación, llamada dihín.